# からし医者
『からし医者』（からしいしゃ）は、上方落語の演目。『辛子医者』とも表記される。
体に複数の疾患が出たという理由（発生した部位と疾患が食い違う）で医院に出向いた男が、医師から妙な治療法を聞かされるという内容。
宇井無愁は類話として、明和9年（1772年）の『鹿の子餅』収録「料理指南所」（「料理指南所」という看板を上げた家に弟子入りを志願した男が受け付けの者に無愛想なあしらいを受け、出直して主人にそのことを訴えると「あれは手前のからしかき」と返答される内容）を挙げている。

## あらすじ
※以下、宇井無愁『落語の根多 笑辞典』および東大落語会編『落語事典 増補』掲載のあらすじに準拠する。
間の抜けた男が「頭のしびれが切れ、足が頭痛を起こし、腹にあかぎれができた」と訴えて医院に行く。医者の診察を受けて薬の処方を説明される。「一合の水を二合に煎じて飲め」という。さらに「ワサビかカラシをどっさり入れろ」と言う。そんなアホなと男が笑うと、医者が「笑ったら効かん」。